# 大栃線

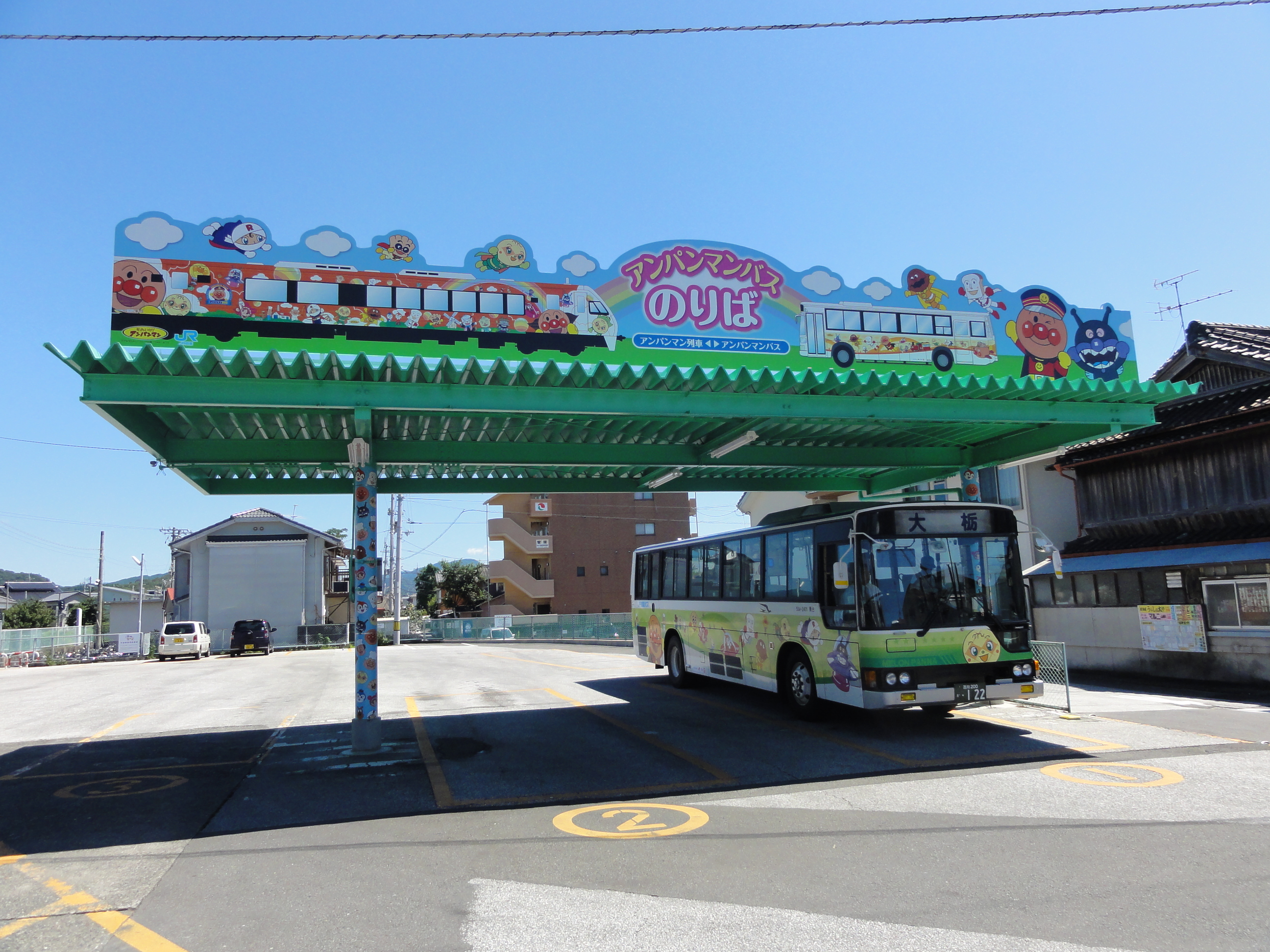
土佐山田駅前バス乗り場（2011年9月）

大栃線（おおどちせん）は、高知県香美市土佐山田町東本町一丁目の土佐山田駅から同市香北町美良布の美良布（アンパンマンミュージアム）に至る、ジェイアール四国バスのバス路線である。担当は高知支店。
国鉄バスからJRグループに引き継がれ現存する四国地方のバス路線は、久万高原線（松山駅 - 久万高原駅間）とこの大栃線のみになった。
高知県の代表的な観光施設である香美市立やなせたかし記念館（愛称名：高知アンパンマンミュージアム、1996年開館）が沿線に存在することから、近年では観光客の取り込みに力が注がれている。

## 概要
鉄道敷設法（大正11年法律第37号）別表第108号（蕨野線）の先行路線として開業。開業当初から地域輸送に徹した路線だったが昭和20年代後半の観光ブームに乗り物部川上流及び龍河洞（当時滝河洞口）への観光路線としての一端を担っていた。この際積み残しが多く、地元自治体及び利用者から土佐電気鉄道に乗り入れを要望しており、これと国鉄土讃線の本数が少ないことによる高知乗り入れを希望していた国鉄との思惑が一致し1954年に土佐電気鉄道の大栃乗り入れと引き換えに高知乗り入れが実現した。
しかし、マイカーブームと過疎化の影響がこの路線に例外なく訪れ、1987年に土佐電気鉄道大栃線は廃止となり、四国旅客鉄道の方針で枝線の合理化と土讃線の本数増加で元の土佐山田～大栃間に縮小した。その後高知工科大学の開校とアンパンマンミュージアムの開業により地域輸送と共にアンパンマンミュージアムへの観光路線としての役割を担うこととなった。

## 主要停留所

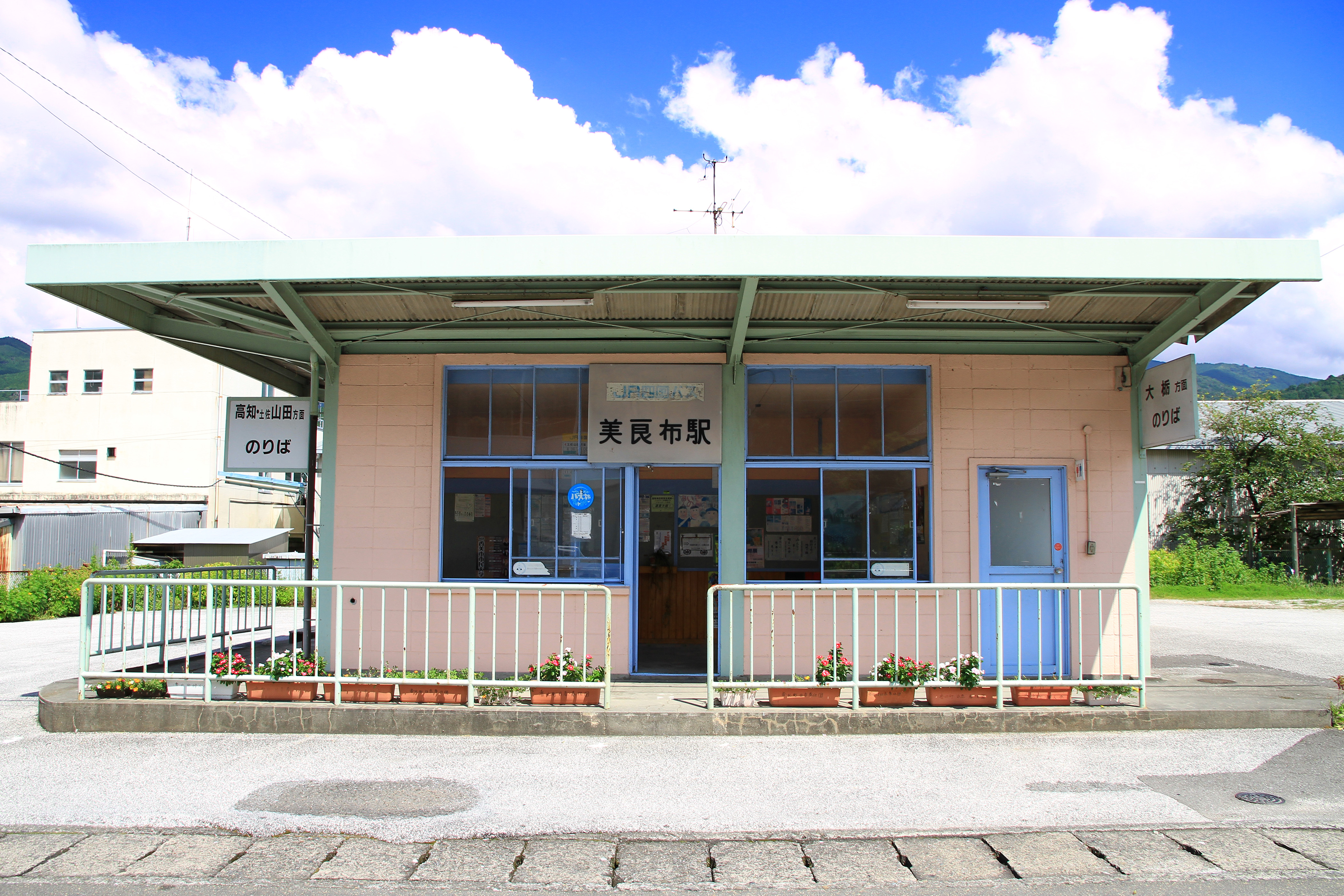
美良布駅

美良布（アンパンマンミュージアム）は自動車駅。
- 土佐山田 - 楠目 - 神母の木 - 宮の口 - 杉田 - 川奈路 - 岩改口 - 釈迦堂 - 美良布（アンパンマンミュージアム）

## 車両

現在の車両、美良布にて。（2015年9月、当該車両は大栃線減便に伴いジェイアールバス東北に売却）

松山高知急行線などと共に、比較的遅くまで富士重工3Eボディを架装したバス（いすゞK-CJM470型）が走っていたことで知られるが、1996年から順次東京都交通局より中古購入した車両（いすゞP-LV214K型）へと交替し、側面方向幕位置を変えずに中乗り・前降り方式で使用された。2001年頃からアンパンマンシリーズの主要キャラクターをあしらったボディラッピングが一部車両に施されるようになり、観光シーズンには特に注目を浴びた。
2004年以降は南海バス及び神戸市交通局からの中古購入車（三菱U-MP218K型、またはいすゞU-LV218K型）が使用されている。旧都営バス車両使用時代に始まったアンパンマンラッピングは全車に及び、車体色も各車ごとに変えられている。
2013年には、アンパンマンバスに新車両（日野・レインボーII）を投入している。

## 沿革

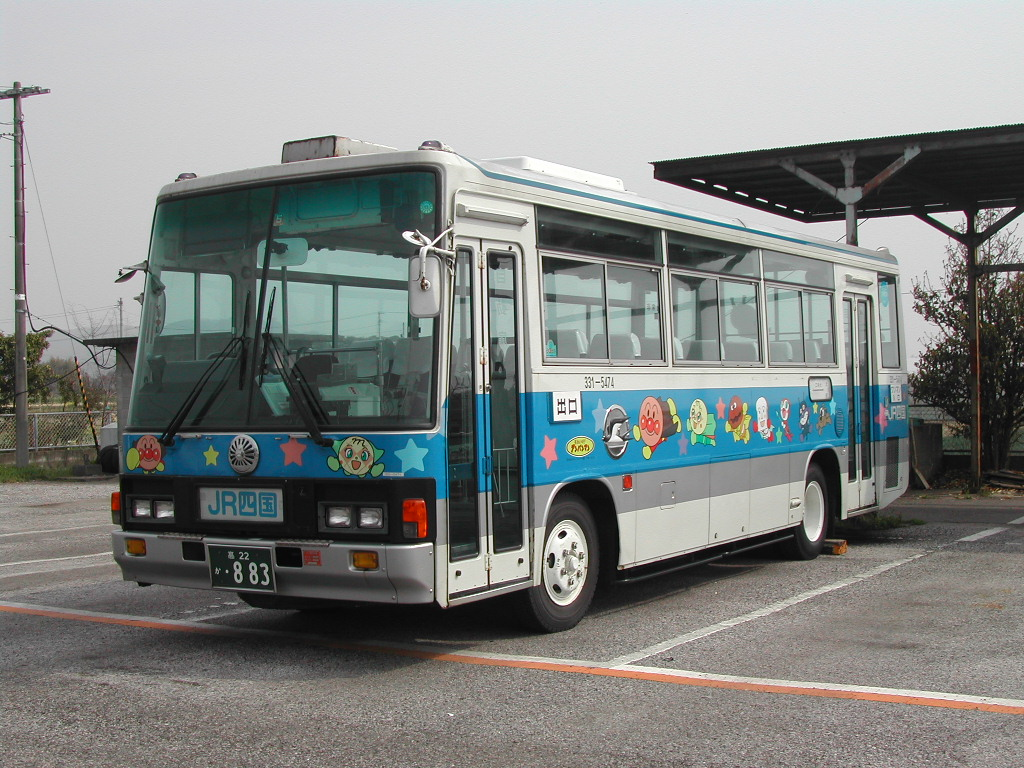
初期のアンパンマンラッピングバス

- 初期のアンパンマンラッピングバス1935年（昭和10年）1月25日 省営自動車大栃線、土佐山田・大栃間開業[2]。
- 1950年（昭和25年）
  - 9月1日 楠目 - 東佐岡間の支線開業[3]。
  - 11月7日 橋川野付近でバスが物部川に転落する事故が発生、死者34人重傷者29人[4]。国鉄自動車最悪の事故となる。
  - 12月1日 神母ノ木 - 滝河洞口間の支線開業。
- 1952年（昭和27年）1月27日 大栃 - 五王堂間延伸。
- 1953年（昭和28年）
  - 3月15日 支線の東佐岡・猪野々間延伸及び美良布 - 土佐河口間の支線開業。
  - 11月4日 永瀬 - 大栃橋間の一般乗合旅客営業廃止。
  - 11月5日 蕨野 - 土佐高尾 - 大栃橋間開業。
- 1954年（昭和29年）
  - 1月7日 土佐電気鉄道と高知乗入に関し運輸協定を締結。
  - 4月25日 播磨屋橋 - 土佐山田間延伸。高知へ乗り入れる。
  - 5月26日 大栃・岡の内間の支線開業。
  - 12月30日 五王堂 - 影間延伸。
- 1957年（昭和32年）3月1日 支線の岡の内 - 土佐落合間延伸。
- 1959年（昭和34年）5月11日 大栃本線土佐落合 - 土佐別府間延伸。
- 1960年（昭和35年）10月15日 大栃本線停車場新設及び岩改口・岩改間の支線開業。
- 1963年（昭和38年）2月15日 停車場改称、廃止及び追加並びに改キロ実施。北岸線の起点を楠目から談議所に変更。後免駅前の業務取扱範囲を旅客、手荷物及び小荷物から旅客のみに変更。
- 1966年（昭和41年）4月5日 土佐別府 - 北川間延伸。徳島県へ乗り入れる。
- 1971年（昭和46年）4月15日 土佐別府・北川間廃止。
- 1990年（平成2年）
  - 7月1日 美良布 - 永野間の支線廃止。
  - 11月1日 高知自動車営業所開設により土佐山田自動車営業所は高知自動車営業所土佐山田営業所に格下げ。
- 1991年（平成3年）
  - 4月1日 談義所 - 東佐岡間の支線廃止。
  - 4月16日 岩改口 - 岩改及び土佐小川 - 千萱間の支線廃止。
- 1992年（平成4年）4月1日 大栃 - 岡の内間廃止。
- 1997年（平成9年）
  - 3月22日 知寄町三丁目 - 土佐山田間廃止[5]。高知駅乗入中止となる。
  - 4月1日 大栃 - 影及び神母の木 - 龍河洞間の支線廃止。
- 2000年（平成12年）10月14日 大宮停留所をアンパンマンミュージアム前に改称。アンパンマン列車の運行開始に合わせアンパンマンラッピングバスの運行開始[6]。
- 2004年（平成16年）4月1日 四国旅客鉄道本体からジェイアール四国バスに分社化。営業所の名称も高知支店山田営業所に改称。
- 2016年（平成28年）
  - 3月26日 工科大西口・夢野温泉前間に「工科大ドミトリー」停留所を新設し平日の下り1本のみ停車。
  - 5月10日 ICカード「ですか」利用開始。
- 2017年（平成29年）
  - 3月4日 山田駅前停留所を「えびす通」に改称。
  - 4月1日 美良布 - 大栃間をフリー乗降区間に設定[7]。工科大西口停留所を土佐山田寄りに20メートル移設。
  - 7月21日 土佐山田 - 大栃間にて、郵便物等の混載輸送を開始[8]。
- 2019年（令和元年）12月1日 バス車内でのPayPay決済利用開始[9]。
- 2020年（令和2年）4月1日 美良布・大栃間を廃止。同区間を香美市営バスが代替運行。これに伴い「美良布」、香美市営バスに移管される「アンパンマンミュージアム前」の各停留所を「美良布（アンパンマンミュージアム）」、「大宮前」に改称[10]。
- 2021年（令和3年）
  - 1月18日 大栃線の車両を対象に、ミドリムシを原料としたバイオ燃料の使用を開始[11]。
  - 9月1日 この日の17:00からWEBサイトから購入できる乗り放題きっぷ「1日フリーパス」を導入した[12]。

## 廃止区間
かつては現在の香美市内に網目のように路線があった。また、大栃線も高知市内から直通運転されていた。
山田駅前 - 高知

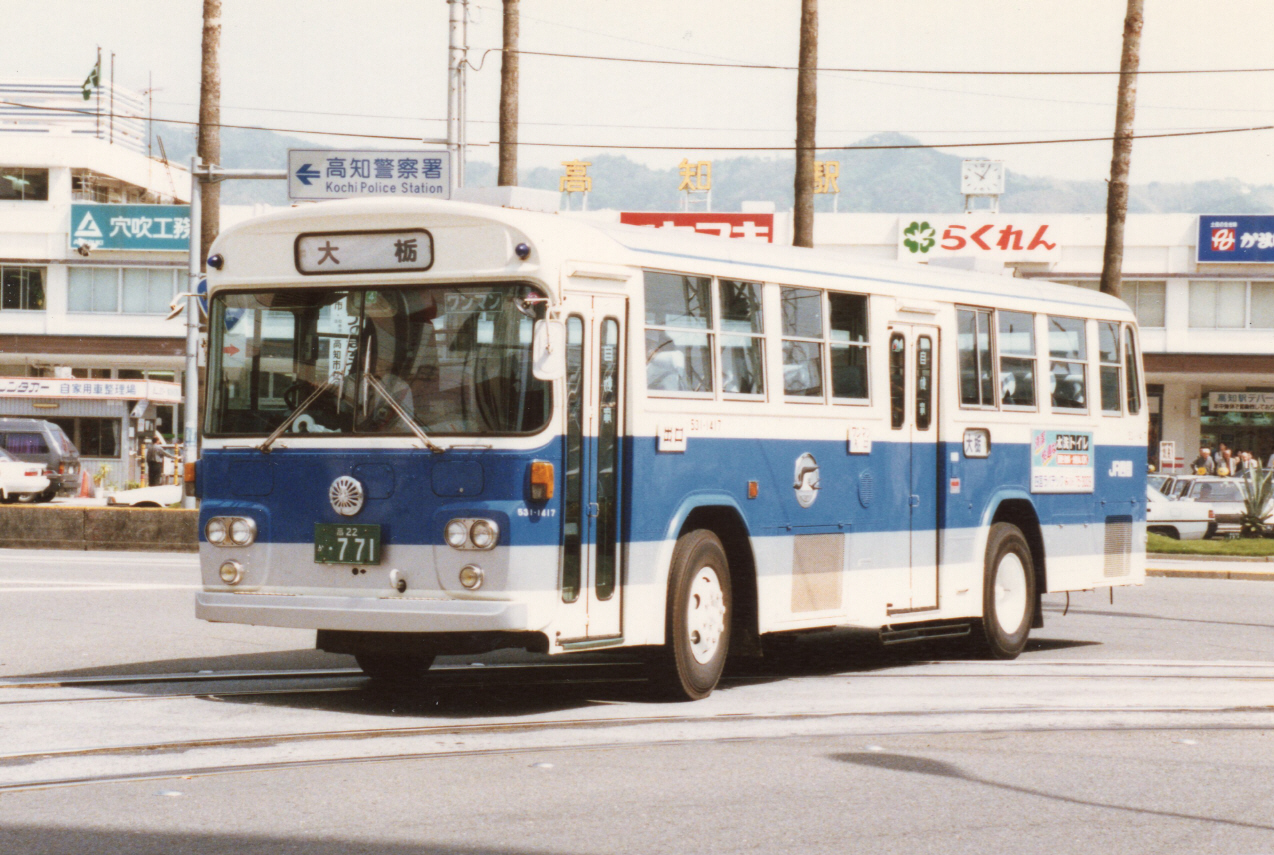
高知駅前にて

高知駅 - 播磨屋橋 - 知寄町三丁目 - 文珠通 - 鹿児 - 大津領石通 - 長崎 - 住吉通 - 後免駅前 - 長岡八幡通 - 二つ川
かつての土讃線は、高知市近郊でも普通列車の運転本数が少なかったことから、大栃線のバスが高知市街まで直通運転を行っていた。高知・南国両市間では土佐電気鉄道（現・とさでん交通）の電車（後免線）やバスと大栃線バスとの競合が長きにわたり見られたが、後に土讃線普通列車のダイヤ改善が進んだことにより、大栃線の高知方面乗り入れは中止された。2004年（平成16年）10月には土佐電鉄グループも安芸線バスの経路の一部を国道195号から南国バイパス（古川・中野団地北口方面）に変更、介良通～鹿児～小篭通間からは路線バスが完全に姿を消した。
後免西町～土佐山田駅間はかつて競合路線だった土佐電鉄（現・とさでん交通）神母木線（現・神母木・龍河洞線、県庁前-はりまや橋-神母木-高知工科大学・龍河洞間）が存在したが、JRバスはへんろ石を通る旧道経由に対して土佐電鉄は全便国道195号を通る長岡経由のためへんろ石～山田西町間は空白地区となっていた。なお、このとさでん交通の路線も2020年10月に当該区間が廃止されている。
美良布 - 大栃
美良布 - アンパンマンミュージアム前（現・大宮前） - 土佐小川 - 土佐吉野 - 在所 - 府内 - 蕨野 - 中谷川 - 土佐高尾 - 大栃（大栃は自動車駅）
代替路線 香美市営バス
神母の木 - 龍河洞（通称龍河洞線）
代替路線としてかつての競合路線である土佐電鉄（現・とさでん交通）山田・龍河洞線が再開業する形で運転されている。（1日5往復）
談義所 - 白川 - 美良布（北岸線）
談義所 - 有谷 - 白川 - 五百蔵 - 美良布
代替路線 香美市営バス（白川 - 美良布間のみ）
※現在、談義所-白川間にはバス路線がない。
美良布 - 岩改
代替路線なし
美良布 - 土佐小川 - 千萱（通称千萱線）
代替路線 香美市営バス
美良布 - 永野
代替路線 香美市営バス
大栃 - 五王堂 - 影（通称影線）
JRバスとしての末期には、前後扉小型バス（いすゞP-MR112D型）の運行が見られた。
代替路線 香美市営バス
大栃 - 岡の内 - 別役 - 土佐別府 - 北川（通称別府線）
代替路線 大栃 - 土佐別府間は香美市営バス、日和田 - 北川間は徳島バス南部。土佐別府 - 日和田間は代替路線なし。
土佐別府から県境を越えて徳島県木頭村（現那賀町）北川まで運行され、徳島県側のバス路線と接続していた。